# رنتسو روسو
رنتسو روسو (ایتالیایی: Renzo Russo) یک فیلم‌نامه‌نویس و کارگردان فیلم اهل ایتالیا بود.
از فیلم‌ها یا مجموعه‌های تلویزیونی که وی در آن‌ها نقش داشته‌است می‌توان به جنازه مو سرخ و یک داستان میلانی اشاره نمود.